# Maison de la Vieille
La Maison de la Vieille, appelée aussi Pierre de la Vieille, est un dolmen situé sur la commune de Luxé en Charente. 

## Historique
Auguste-François Lièvre a fouillé le monument en 1874. L'édifice a été inscrit monument historique par arrêté du 23 janvier 1956. Au début des années 1960, le dolmen fut déplacé lors d'un remembrement.

## Description
Le tumulus a pratiquement complètement disparu. C'est un dolmen de type angoumoisin. La table, désormais brisée en deux parties, mesure 1 m d'épaisseur. Elle repose sur quatre orthostates. La chambre de 2 m de long sur 1,5 m de large est haute de 1,6 m.
Aucun matériel archéologique n'a été découvert lors des fouilles effectuées par Lièvre en 1874.